# کالتن‌نوردهایم
شهر کالتن‌نوردهایم (به آلمانی: Kaltennordheim) در ایالت تورینگن در کشور آلمان واقع شده‌است.